# Molkenkur

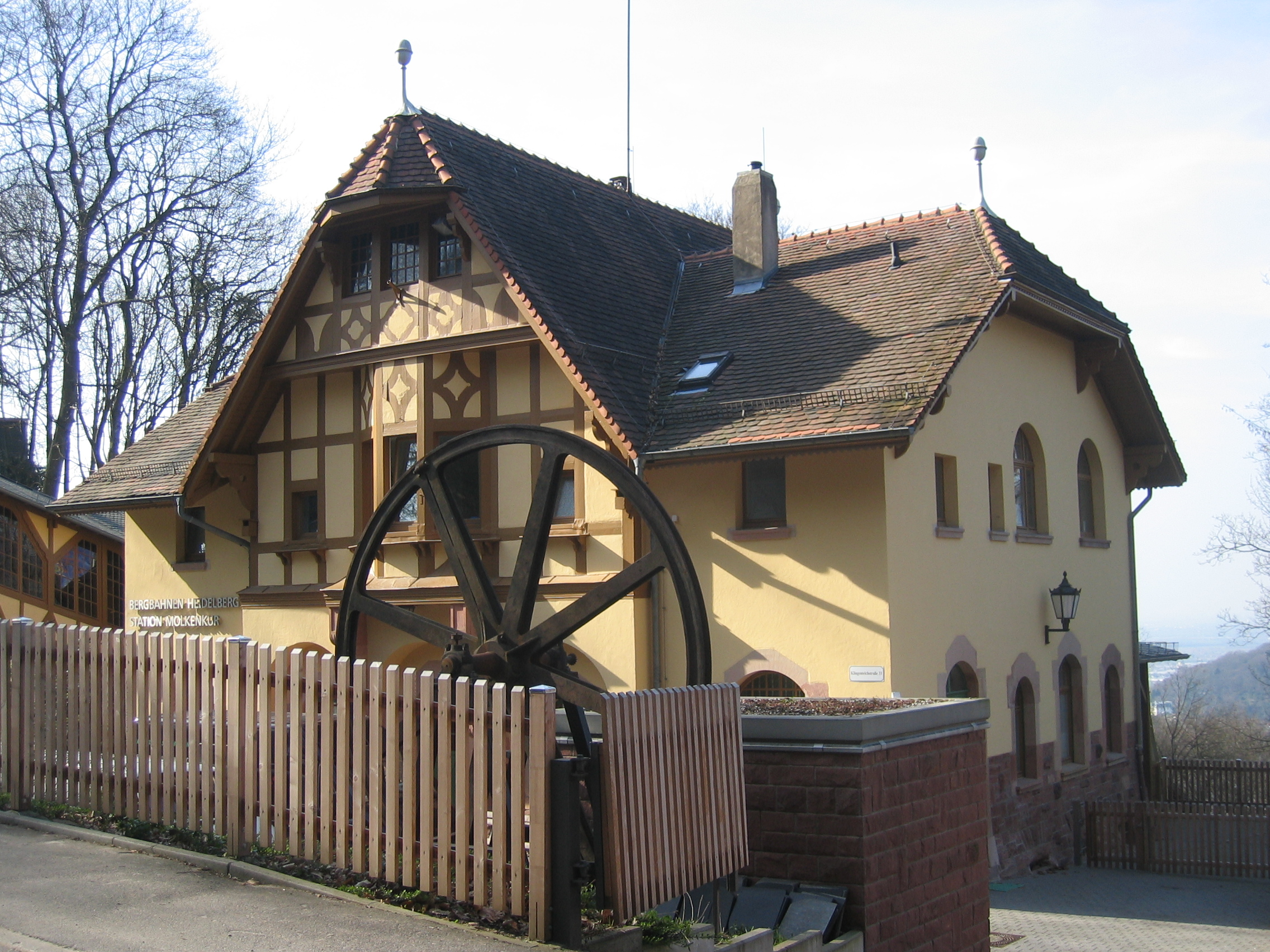
Bergbahnstation Molkenkur in Heidelberg

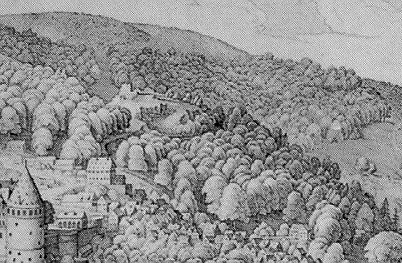
Ausschnitt aus dem Merian-Stich von 1620 mit Ruine der Oberen Burg an der Stelle der Molkenkur

Die Molkenkur in Heidelberg ist eine ehemalige Kuranlage auf dem Kleinen Gaisberg, die in der Mitte des 19. Jahrhunderts auf Überresten der Oberen Burg erbaut wurde. Die Molkenkur ist über die Heidelberger Bergbahn an den Königsstuhl und das Heidelberger Schloss sowie die Heidelberger Altstadt angebunden.

## Geschichte
An der Stelle der Molkenkur befand sich einst die Obere Burg, die 1537 durch die Explosion eines Pulvermagazins zerstört wurde. Im Dreißigjährigen Krieg wurde an ihrer Stelle eine Schanze errichtet, die 1693 geschleift wurde. Neben Wällen aus der Zeit des Dreißigjährigen Krieges sind noch wenige Überreste der Vorburg, der Turmhügel, die Halsgräben sowie an der Nordseite der Steinbruch „Teufelsloch“ sichtbar.
Im Jahr 1851 erwarb der Porzellanmaler Albrecht Wagner das Gelände und ließ es planieren, um dort eine Molkenanstalt mit Restaurant einzurichten. Die Bezeichnung Molkenkur geht auf das so genannte Molke-Fasten zurück, einer besonderen Form des Fastens, bei der die Anwender unter Verzicht auf herkömmliche feste Nahrung hauptsächlich Molke und andere Flüssigkeiten zu sich nahmen. Über die Neue Schlossstraße wurde die Anlage auch für den Kutschen- und später Automobilverkehr erschlossen. 
1906 erwarb die Stadt Heidelberg das Anwesen.
Die Heidelberger Bergbahn führt seit 1890 von der Altstadt zur Molkenkur und von dort seit 1907 weiter auf den Gipfel des Königstuhls. Als Teil der oberen Bergbahn, der ältesten elektrisch betriebenen Standseilbahn in Deutschland, steht die Molkenkur unter Denkmalschutz.